# Hervormde Kerk (Heerlen)
De hervormde kerk was een kerkgebouw in de buurt Heerlen-Centrum in de gemeente Heerlen in de Nederlandse provincie Limburg. De kerk stond aan de Klompstraat.
Het kerkje was een Waterstaatskerk (Leopoldskerkje) en leek sterk op drie andere Belgische protestantse Waterstaatskerken die gebouwd zijn in Beek (protestantse kerk), Gulpen (Leopoldskerkje) en Meerssen (Leopoldskerkje).

## Geschiedenis
In 1830 moesten de protestanten op zoek naar een eigen kerkgebouw. In dat jaar kwam er namelijk een einde aan het simultaneum, het gezamenlijk gebruik van de Sint-Pancratiuskerk. Vanaf 1649 hadden de rooms-katholieken en de protestanten gebruikgemaakt van hetzelfde kerkgebouw. Onder invloed van de Belgische Opstand kwam hier echter een einde aan, waarna hun het gebruik van de kerk werd ontzegd. In 1719 was er in de Sint-Pancratiuskerk een Weidtmannorgel geplaatst ten behoeve van de hervormde gemeente. Dit orgel was gebouwd door Thomas Weidtmann uit Ratingen.
Op 22 april 1838 werd aan de Evengats (de latere Klompstraat) het nieuwe kerkgebouw ingewijd. Deze kerk was tot stand gekomen door bemiddeling van koning Leopold I. Het kerkje werd gebouwd onder toezicht van het Belgische Ministerie van Waterstaat. In het kerkgebouw werd het orgel uit de Sint-Pancratiuskerk geplaatst.
In 1949 werd het kerkgebouw gesloopt. Het Weidtmannorgel verhuisde naar de hervormde kerk van Zoutelande.

## Opbouw
Het eenbeukig kerkgebouw bestond uit een schip met drie traveeën en een driezijdige sluiting. De buitengevels zijn voorzien van pilasters. Vlak achter de voorgevel bevond zich op het dak een dakruiter.